# Сумська міська територіальна громада
Сумська міська територіальна громада — територіальна громада в Україні, в Сумській області. Адміністративний центр — місто Суми.
Утворена 24 квітня 2019 року шляхом приєднання Піщанської сільської ради до Сумської міської ради обласного значення.
21 жовтня 2020 року до складу Сумської міської територіальної громади включені сільські територіальні громади: Стецьківська, Битицька і Великочернеччинська та утворені відповідні старостинські округи.
Відповідно до Закону України «Про внесення змін до Закону України „Про добровільне об'єднання територіальних громад“ щодо добровільного приєднання територіальних громад сіл, селищ до територіальних громад міст республіканського Автономної Республіки Крим, обласного значення» громади, утворені внаслідок приєднання суміжних громад до міст обласного значення, визнаються спроможними і не потребують проведення виборів.

## Населені пункти
У складі громади 21 населений пункт: 1 місто (Суми) і 20 сіл у 4 старостинських округах:
Піщанський старостинський округ
- село Піщане
- село Верхнє Піщане
- село Житейське
- село Загірське
- село Кирияківщина
- село Трохименкове

Битицький старостинський округ
- село Битиця
- село Вакалівщина
- село Зелений Гай
- село Микільське
- село Пушкарівка

Великочернеччинський старостинський округ
- село Велика Чернеччина
- село Вільшанка
- село Липняк
- село Хомине

Стецьківський старостинський округ
- село Стецьківка
- село Кардашівка
- село Радьківка
- село Рибці
- село Шевченкове